# Cynanchum myrtifolium
Cynanchum myrtifolium là một loài thực vật có hoa trong họ La bố ma. Loài này được Hook. & Arn. mô tả khoa học đầu tiên năm 1834.